# Дейтон (Мен)
Дейтон (англ. Dayton) — місто (англ. town) в США, в окрузі Йорк штату Мен. Населення — 2129 осіб (2020).

## Демографія
Згідно з переписом 2010 року, у місті мешкало 1965 осіб у 712 домогосподарствах у складі 547 родин. Було 753 помешкання
Расовий склад населення:
| - 97,6 % — білих - 0,8 % — чорних або афроамериканців - 0,5 % — корінних американців - 0,1 % — азіатів |

До двох чи більше рас належало 0,9 %. Частка іспаномовних становила 0,8 % від усіх жителів.
За віковим діапазоном населення розподілялося таким чином: 25,7 % — особи молодші 18 років, 65,0 % — особи у віці 18—64 років, 9,3 % — особи у віці 65 років та старші. Медіана віку мешканця становила 40,5 року. На 100 осіб жіночої статі у місті припадало 106,6 чоловіків;  на 100 жінок у віці від 18 років та старших — 99,2 чоловіків також старших 18 років.
Середній дохід на одне домашнє господарство  становив 84 124 долари США (медіана — 80 536), а середній дохід на одну сім'ю — 92 497 доларів (медіана — 87 125). Медіана доходів становила 52 578 доларів для чоловіків та 41 528 доларів для жінок. За межею бідності перебувало 3,7 % осіб, у тому числі 0,9 % дітей у віці до 18 років та 3,9 % осіб у віці 65 років та старших.
Цивільне працевлаштоване населення становило 1164 особи. Основні галузі зайнятості: освіта, охорона здоров'я та соціальна допомога — 22,7 %, виробництво — 14,1 %, роздрібна торгівля — 13,2 %.